# Rio Carreiro
Rio Carreiro – rzeka w południowej części Brazylii, stan Rio Grande do Sul
Źródła Rio Carreiro znajdują się pomiędzy miastami Ibiraiaras i Lagoa Vermelha, jest prawym dopływem rio das Antas wpływającym następnie do rio Taquari. Rzeka leży pomiędzy dwoma miastami Cotiporã i São Valentim do Sul w pobliżu Santa Bárbara.